# Boris Poplavski

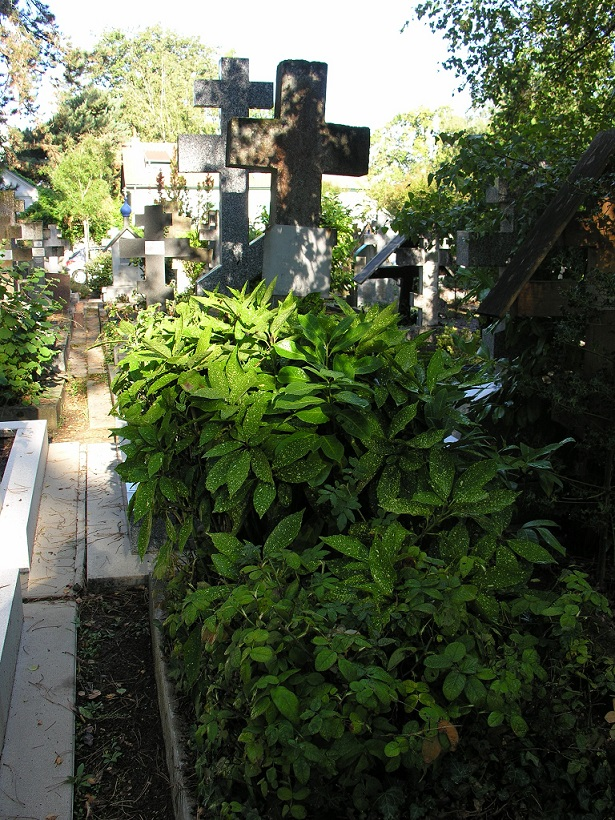
Vue de la sépulture.

Boris Poplavski (en russe : Борис Юлианович Поплавский), né le 24 mai 1903 (6 juin dans le calendrier grégorien) à Moscou et décédé le 9 octobre 1935 dans le 13e arrondissement de Paris, est un poète et prosateur russe de la première vague d'émigration de Russes en France.

## Biographie
Ses parents sont tous deux passés par une formation musicale au conservatoire, où ils se sont rencontrés. Son père Julian Ignativitch, était d'ascendance mi-lettone, mi-russe. Il est décédé en 1958. Diplômé du conservatoire Tchaïkovski de Moscou, il fut élève de Tchaïkovski. Sa mère Sofia Valentinovna Kokhmanskaïa (décédée en 1948) appartenait à la noblesse baltico-allemande (en) et suivait le cours de violon. Après son mariage, le père abandonne la musique et se lance dans des activités commerciales pour subvenir aux besoins de sa famille. Ils avaient quatre enfants. Ensemble avec leur mère, les enfants ont souvent voyagé à l'étranger, séjournant en Suisse et en Italie. La sœur aînée Natalia meurt prématurément à l'âge de 20 ans (1900-1920). Elle avait publié en 1917 un recueil de poèmes Poèmes de la Dame en vert.
Boris Poplavski, dont la langue russe était la langue maternelle, a rapidement appris le français et sa littérature. Il lisait les textes en original. Le français est devenu sa seconde langue maternelle.
À Moscou, Boris a commencé à apprendre le français dès le lycée. Il y écrit déjà de la poésie, prenant exemple sur sa sœur aînée Natalia. Le développement de cet engouement a été facilité par le fait qu'un cercle artistique littéraire se réunissait dans la maison des Poplavksi, organisant des séances de lecture et de musique par des artistes poètes et musiciens.
Après la révolution d'Octobre 1917, accompagné par son père, Boris part pour Karkhov, puis ils vont vivre en Crimée. C'est en janvier 1919, à Yalta, que Boris Poplavski se produit pour la première fois en public, au cours d'une soirée du cercle littéraire Tchékhov durant laquelle il récite ses poèmes.
En juillet 1919, après l'offensive de l'armée des volontaires, Boris Poplavski retourne en Russie et s'installe à Rostov-sur-le-Don. Là, il fréquente le cercle littéraire Les samedis de Nikitine. Durant la dernière période de la guerre civile russe, il va avec ses parents séjourner à Constantinople. À la fin du mois de mai 1921, Poplavski part pour Paris avec son père. À cette époque, il vit la partie de sa vie la plus proche de la littérature. Ensemble avec Vernon Duke, il crée un groupe de l’Atelier des poètes, et entre aussi dans les groupes littéraires parisiens Gatarapak (1921-1922.), Tchérès (1923-1924), l’union de jeunes poètes et écrivains (à partir de 1925), Kotcheve. En plus de la poésie, il s'engage dans des études de philosophie religieuse, se passionne pour la peinture, consacre beaucoup de temps à toutes les formes d'art.
En 1922, il passe toutefois quelques mois à Berlin où il travaille dans un atelier de peinture de portraits. Puis il s'intéresse un peu moins à la peinture. Mais il continue d'écrire encore de nombreux articles de critique d'art qu'il publie dans les revues d'émigrants russes Volia Rossii, Tchisla (de nombreux articles sont consacrés à des artistes russes vivant à Paris tels que : Marc Chagall, Mikhail Larionov, Abraham Mintchine et d'autres encore).
À partir de 1921, Poplavski prend une part active à la vie littéraire russe à Paris. Il devient membre de diverses associations de gauche et d'avant-garde. Il poursuit également ses études et suit les cours d'histoire et de philosophie à la Sorbonne. Puis il abandonne ces cours et la bibliothèque Sainte-Geneviève devient son lieu de prédilection où il étudie l'histoire, la philosophie et la théologie. La vie littéraire, durant les années 1920, se concentrait dans des cafés où se réunissait tout le Montparnasse russe. C'est là qu'il participe à des réunions littéraires et philosophiques, c'est là qu'il écrit ses poèmes.
Boris Poplavski meurt à Paris le 9 octobre 1935 en même temps que son ami de passage S. Iarko d'un empoisonnement aux narcotiques . Selon certaines sources, c'est un suicide, selon le témoignage du père de Boris, Julian Poplavski : 

« Le 8 octobre 1935, Boris a rencontré par hasard un drogué à moitié fou... il avait poussé Boris par espièglerie à goûter à la poudre d'illusion et au lieu de cela,  il lui a versé, poussé par l'idée maniaque de quitter ce monde avec un compagnon, la même dose mortelle de ce poison qu'il avait prise en même temps. »

## Œuvres
Tant pour sa prose que pour sa poésie, on retrouve chez Poplavski l'influence de l'œuvre d'Arthur Rimbaud, du surréalisme français, du symbolisme russe (surtout celui d'Alexandre Blok). En outre, au début des années 1920, il est fort influencé également par Ilia Zdanevitch et il écrira plus tard que c'était une époque de futurisme aigu. Poplavski est l'auteur du recueil de poésie Drapeaux (Flagi) (1931), d'un recueil édité à titre posthume L'Heure enneigée (Снежный час) (1936), Dans une Couronne de cire (В венке из воска) (1938), Le Dirigeable à destination inconnue (Дирижабль неизвестного направления) (1965), Poèmes automatiques (Автоматические стихи) (1999), et encore du roman Apollon Bezobrazov (Aполлон Безобразов) (1932, édité en 1993), La Maison du ciel (Домой с небес) (des fragments ont été édités en 1936-1938, l'édition complète date de 1993).
Le thème principal de sa poésie est la mort, la volupté de la mort. Il développe ses motifs dans ses célèbres trochées. Ce qui a permis à Mikhaïl Gasparov de lui décerner le titre de virtuose des trochées de la mort.
Dans son œuvre poétique, il utilise abondement la métabole, la métaphore et la personnification.
Parmi les poètes soviétiques de son époque, on peut le rapprocher de Boris Pasternak et des poètes de l'Oberiou, et principalement parmi ceux-ci de Nikolaï Zabolotski.
L'idée (qui ne s'est jamais réalisée) de publier le premier recueil poétique de Poplavski sous le titre Un gramophone au Pôle Nord revient à l'écrivain et éditeur Ilia Zdanevitch dont Poplavski était proche au milieu des années 1920.
La première publication de ses poèmes date de 1928 à Prague, dans la revue Volia Rossii (La volonté de la Russie). À partir de 1929, ses poèmes et ses critiques sont régulièrement publiées dans Sovremennie zapiski, dans Tchisla. En 1931, est publié son recueil Flagi (Drapeaux). Toutes les portes lui sont ouvertes y compris celles de Dimitri Merejkovski. Il s'avère aussi qu'il est excellent orateur, ce qui fait que tout se forme dans son destin pour que son avenir littéraire s'épanouisse.
Les poèmes de son recueil Flagi se situent à la jonction de deux cultures. Celle de la nouvelle poésie russe d'Alexandre Blok et de Boris Pasternak et celle de la poésie française d'Arthur Rimbaud et de Guillaume Apollinaire. Ses poèmes se présentent souvent comme des récits de quelques peintures inexistantes. Ce n'est pas un hasard si sa poésie est souvent comparée à la peinture de Marc Chagall, du fait de sa puissance mélodique, et du fait qu'elle est aussi picturale que musicale.  
Dans ses poèmes des années 1930, le recueil posthume de Snejnyi tchas (l'Heure enneigée) est d'un impressionnisme tragique qui permet de parler de Poplavski comme d'un digne successeur des traditions lyriques métaphysiques russes.
Sa prose, dont la liberté formelle est plus grande, constitue l'étape suivante du développement de la connaissance de soi du poète. Son journal d'Appolon Bezobrazov (1932), un récit cruellement autobiographique, regorge de jeux stylistiques brillants. 

## Journal intime
Emmanuel Rais caractérisait ainsi le journal intime de la brève vie de Poplavski :

« Les extraits de son Journal intime témoignent  d'une étonnante richesse de pensée et d'une tension tragique égale à celle des rages les plus poignantes de Kierkegaard, qui nous font amèrement regretter cet homme de premier ordre, qui avait à peine commencé sa route. »

Dans son roman-montage Lettres interceptées, Anatoli Vichnevski, démographe et écrivain cite « des centaines de pages du journal intime tenu pendant des années par Boris Poplavski, avec çà et là, des ébauches de vers et des dessins ; essais littéraires inachevés et restés à jamais à l'état de manuscrit... ».

## Extraits
- Poème

 Soudainement jaillit des lèvres du trombone

Le glapissement des sphères qui tournent dans les ténèbres. 

La madone noire poussera un cri sauvage

En dénouant ses bras pour un sommeil mortel.

Et dans la chaleur de la nuit infernale et sacrée,

et dans la fumée mauve où la clarinette a chanté

Voltigera, blanche, impitoyable,

La neige qui tombe durant des millions d'années   
(Pavillons) 
- Extrait du Journal d'Appolon Bezobrazov[7] :

« ... quand j'ai entendu un très long bruit, comme si quelqu'un était enfermé dans le mur et gémissait d'une voix humaine très très haute. Je savais bien que c'était l'eau qui chantait dans la conduite, je le savais, ou plutôt je savais que c'était l'âme de l'eau qui chantait, elle circulait pareille à du sang bleu dans les immenses murs de la maison. Puis tout s'est mélangé, le soir est venu de façon inattendue. Et une voix des profondeurs du gramophone a prononcé une phrase mystérieuse en anglais et s'est tue. J'ai passé la soirée au cinéma, il y avait là un rayon si bleu et si grand... »

## Recueils

### Ouvrages
- Poèmes (Стихи). — Paris : Nombres (Числа), 1931
- Le Temps de la neige (Снежный час) : Poèmes 1931—1935.- Paris, 1936
- Des journaux 1928—1935. — Paris, 1938
- En Couronne de cire (В венке из воска: Четвёртая книга стихов.) - Paris: Maison du livre, 1938
- Le Dirigeable dans une destination inconnue - Paris, 1965
- Sous le Drapeau étoilé (Под флагом звёздным): Poèmes. - Saint-Pétersbourg, 1993
- La Maison du ciel (Домой с небес): Romans. Saint-Pétersbourg: éditeur Logos (Логос); Dusseldorf : éditeur Le Cavalier bleu, 1993
- Inédits : journaux, articles, poèmes, lettres (Неизданное: Дневники, статьи, стихи, письма.) — Moscou: édition Chrétiennes (Христианское издательство), 1996
- Poèmes: Флаги. Снежный час. В венке из воска. Дирижабль неизвестного направления. — Tomsk édition Vodoleï (Водолей), 1997
- (ru) Boris Poplavski (Поплавский Борис.) et Régis Gayraud [Гейро, Режис], Tentative avec des moyens inadéquats : Poèmes inconnus. Lettres à Ilia Zdanevitch (Покушение с негодными средствами: Неизвестные стихотворения. Письма к И. М. Зданевичу), Moscou, Gileia Гилея (издательство), Le cavalier bleu,‎ 1997, 160 p.
- Dadafonia (Дадафония): Неизвестные стихотворения 1924—1927. — Moscou: Гилея, 1999
- Poèmes automatiques (Автоматические стихи). — Moscou: Согласие, 1999
- Poèmes non édités (Неизданные стихи). — Moscou: Терра, 2003
- Orfée en enfer (Орфей в аду): Неизвестные поэмы, стихотворения и рисунки. — Moscou: Гилея, 2009
- Morceaux (Куски.) à Paris: Gileia (Гилея), 2012 (tirage 50+50 numérotés)
- Néant (Небытие) : Неизвестные стихотворения 1922—1935 годов. — Moscou: Гилея, 2013

### Recueils de poèmes
- Recueil . En 3 tomes : Berkeley: Berkeley Slavic Specialties, 1980—1981 (rédigé par Simon Karlinski).
- Recueil . Moscou: Jardin d'été (Летний сад); Revue Neva(«Нева»), 1999
- Recueil . En 3 tomes / rédigé par Hélène Menegaldo et A Bogoslovski (А. Богословского, Е. Менегальдо.) à Moscou: Согласие, 2000.

## Déclamations
- (ru) Déclamations de vers par Boris Poplavski :Salomée Мелодекламация стихотворения Бориса Поплавского «Саломея»